# Vieja escuela (banda)
Vieja Escuela fue una banda argentina de hardcore straight edge, la cual nace en el año 1995 en Buenos Aires. A fines de 2016, vía Facebook la banda anunció su separación.

## Historia
Vieja Escuela existe desde septiembre de 1995, originalmente empezó siendo una banda de HC old school identificada con el pensamiento straight edge, pero con la intención de llegar a todo el mundo sin importar realmente ideologías, razas, etc.
La banda por esos tiempos no contaba ni con un sonido muy prolijo, ni con buena técnica musical, ni con una imagen netamente HC siquiera, pero la idea era tocar Old School y dejar un poco de lado esa imagen frívola de "soy re-HC" y el virtuosismo musical.
La formación original era Darío en bajo, Duende en batería, Lisandro en guitarra y Punga en la voz. Después de debutar el 5/3/96, la formación se mantuvo por dos o tres recitales más, hasta que Darío deja el bajo dando lugar a que entre Natalia en su reemplazo, consiguiendo así una formación 100% straight edge. Después de afianzarse musicalmente y pasar a sonar menos desprolijos, Vieja Escuela entra a grabar su primer Demo a fines del ´96 y lo editan a principio del ´97, el casete se llamó "XXX".
En el ´97 Vieja Escuela empezó a surgir como banda, empezó a ser un poco más respetado y a tocar más seguido. Después de tocar en el "Encuentro Sudamericano por la liberación animal" en el cual se grabó una presentación en vivo, se editó ese recital en formato casete y salió con el nombre de "Ataque SxE en vivo". Luego la banda viajó a Uruguay y luego de hacer un par de recitales allí, Natalia se aleja de la banda.
Otra vez sin bajista, entra Klaustro temporalmente, hasta que encontramos a Moncho (Vocalista de Minoría Activa), que se hace cargo del bajo, y Klaustro pasa a la segunda viola, puesto que conservó solo un par de recitales, para luego alejarse de la banda. En el ´98 se incorpora Nicolás (Ex Despertar) como segundo guitarrista, y con esa formación Vieja Escuela entra a grabar su primer CD "Decisiones", y después de tocar muy seguido, por alguna que otra diferencia ideológica Moncho y Nicolás se van de la banda. Por el momento Javier (Sudarshana) entra a tocar el bajo, y antes de empezar el ´99, Lisandro deja la banda por diferentes motivos, y Vieja Escuela atraviesa una crisis que deja a la banda cerca de la disolución.
Hasta que se decide volver. Javier se hace cargo de la guitarra, aunque todavía no se encontraba un bajista. Siempre Diego (una amigo de la banda, actualmente en Siempre Verdadero), se hace cargo del bajo solo por un par de shows, hasta que Hanson (Ex Expresa tu emoción), amigo y fiel seguidor de la banda se hace cargo del bajo. Así se encaró 1999 y Hanson debuta con Vieja Escuela nada menos que en el show de Better Than a Thousand ante aprox. 900 personas.
Luego la banda viaja a Chile y hace una muy aceptada presentación, Al regreso entra al estudio y graba se segundo CD titulado "La mejor elección", el CD sale a la venta en agosto del ´99 con algunas dificultades, ya que el sello que lo iba a editar cierra justo a la salida del CD. Sin importar demasiado ese hecho, la banda siempre siguió para adelante por sus propios medios, y siguió tocando sin parar. La banda compartió shows con bandas como Agnostic Front, Better Than a Thousand, y este año con Catharsis, Good Clean Fun de los EE. UU., y con bandas nacionales como D.A.J., Minoría Activa, Eternidad, Sudarshana, Propia Decisión, Eterna Inocencia, B.O.D. y muchas más. Entre los viajes que hizo V.E. algunos fueron a: Uruguay, Rosario, Córdoba, Entre Ríos, Río Gallegos, Chile y un montón de lugares de Capital Federal y Gran Buenos Aires.

## Discografía
- XXX - 1997 - Determinación Records, (RE) 2016, Vegan Records
- Ataque SxE En Vivo - 1998 - Firme y Alerta Discos
- Decisiones - 1998/2004/2010 - Firme y Alerta Discos (RE) 2014/2018, Vegan records - 2019 X el Cambio Records
- La Mejor Elección - 1999 Frosbite Records - 1999 Firme y Alerta Discos / 2009/2014 Vegan Records
- Tremendos Demos - 2001 - Seven Eight Life, Firme y Alerta Discos - 2014 Vegan Records
- Live Roxy Palermo 15 años - 2014 Vegano Records
- La Verdad aún Arde en mi Corazón - Discografía Completa - 2014 Vegan Records

Apariciones en compilatorios
| Año  | Canción                            | Álbum                                                                | Sello                           | Formato |
| ---- | ---------------------------------- | -------------------------------------------------------------------- | ------------------------------- | ------- |
| 1997 | "Elección Definitiva" / "Decisión" | Hardcore Sin Fronteras                                               | Actitud Mental Positiva, Deifer | CS      |
| 2000 | "Respetar"                         | More Than The X On Our Hands - A Worldwide Straight Edge Compilation | Commitment, Refuse              | 7", CS  |
| 2000 | "Lividez"                          | Un Pulso A La Escena Vol. I                                          | TPZShit                         | CD      |
| 2000 | "Una Razón Para Continuar"         | Firme & Alerta Sampler #1                                            | Firme & Alerta                  | CD      |
| 2000 | "Expectativas"                     | Where The Wildest Things Are                                         | Depraved & Devilish             | CS      |